# Selección femenina de sóftbol de la Unión Soviética
La selección femenina de sóftbol de la Unión Soviética es el equipo nacional de la Unión Soviética. Un representante del equipo asistió al Campeonato Mundial de Sóftbol Femenino de 1990 en Normal, Illinois antes de los planes para competir en el próximo Campeonato Mundial.